# Rivera de Cala
Rivera de Cala este o arie protejată (arie specială de conservare — SAC, sit de importanță comunitară — SCI) din Spania întinsă pe o suprafață de 20,05 ha, integral pe uscat.

## Localizare
Centrul sitului Rivera de Cala este situat la coordonatele 37°46′43″N 6°08′08″W / 37.7787°N 6.1355°V.

## Înființare
Situl Rivera de Cala a fost declarat sit de importanță comunitară în decembrie 2000 pentru a proteja 1 specie de plante și 4 specii de animale. Situl a fost protejat și ca arie specială de conservare în martie 2015.

## Biodiversitate
Situată în ecoregiunea mediteraneană, aria protejată conține 6 habitate naturale: Pajiști umede mediteraneene cu ierburi înalte de Molinio-Holoschoenion, Tufărișuri termo-mediteraneene și de pre-deșert, Galerii și tufărișuri riverane sudice (Nerio-Tamaricetea și Securinegion tinctoriae), Păduri termofile cu Fraxinus angustifolia, Iazuri temporare mediteraneene, Pseudostepă cu ierburi și specii anuale de Thero-Brachypodietea.
La baza desemnării sitului se află mai multe specii protejate:
- plante (1): Marsilea batardae
- păsări (1): barză neagră (Ciconia nigra)
- pești (2): Pseudochondrostoma willkommii, Rutilus alburnoides
- reptile (1): Mauremys leprosa

Pe lângă speciile protejate, pe teritoriul sitului au mai fost identificate 3 specii de amfibieni, 2 specii de pești.